# Кибла
Кибла (на арабски: قبلة, посока) е посоката, към която мюсюлманите се обръщат по време на молитва. Това е посоката към Кааба в Голямата джамия в Мека, Саудитска Арабия. В повечето джамии киблата е указана посредством михрабната ниша. В практиката се използват специално изработени за целта малки компаси, тъй като стриктното спазване на киблата е условие за валидността на молитвата.
Молитвата, насочена към една и съща посока, символизира единството на уммата или всички мюсюлмани по света под закона на Аллах (шариат).
Киблата има значение и отвъд молитвата. Тя играе важна роля и в различните ритуали и церемонии. Главата на заколено животно трябва да бъде насочено към киблата. След смъртта си мюсюлманите се погребват с глава в посока към киблата. По този начин археолозите могат да посочат мюсюлмански некропол, ако липсват други признаци.

## История
Според традиционните ислямски възгледи, киблата първоначално е Храмовият хълм в Йерусалим. Тази кибла се използва за период от 13 години, от 610 г. до 623 г. Седемнадесет месеца след пристигането на ислямския пророк Мохамед в Медина, киблата се премества в Кааба, Мека. Според спътниците на Мохамед промяната е станала много бързо по време на обедната молитва в Медина, в днешната Масджид ал-Киблатайн (Джамия на двете кибли). Докато Мохамед води молитвата, той получава откровение от Аллах, който му казва да приеме за кибла Кааба [Коран 2:144].
Смята се, че еврейският обичай с обръщането към Йерусалим по време на молитва е повлиял на исляма.
През Средновековието мюсюлманите са използвали астролабия, за да намерят киблата.